# سفارة جورجيا في المجر
سفارة جورجيا في المجر هي أرفع تمثيل دبلوماسي لدولة جورجيا لدى المجر. تقع السفارة في Hegyvidék ‏ وهي تهدف لتعزيز المصالح الجورجية في المجر.

## وصلات خارجية
- الموقع الرسمي
- قائمة سفارات جورجيا
- قائمة السفارات في المجر